# ルーシー・ベインズ・ジョンソン
ルーシー・ベインズ・ジョンソン・ターピン（Luci Baines Johnson Turpin, 1947年7月2日 - ）は、アメリカ合衆国の実業家、慈善家である。 第36代アメリカ合衆国大統領のリンドン・B・ジョンソンとその妻のレディ・バード・ジョンソンの次女である。

## 生い立ちと教育

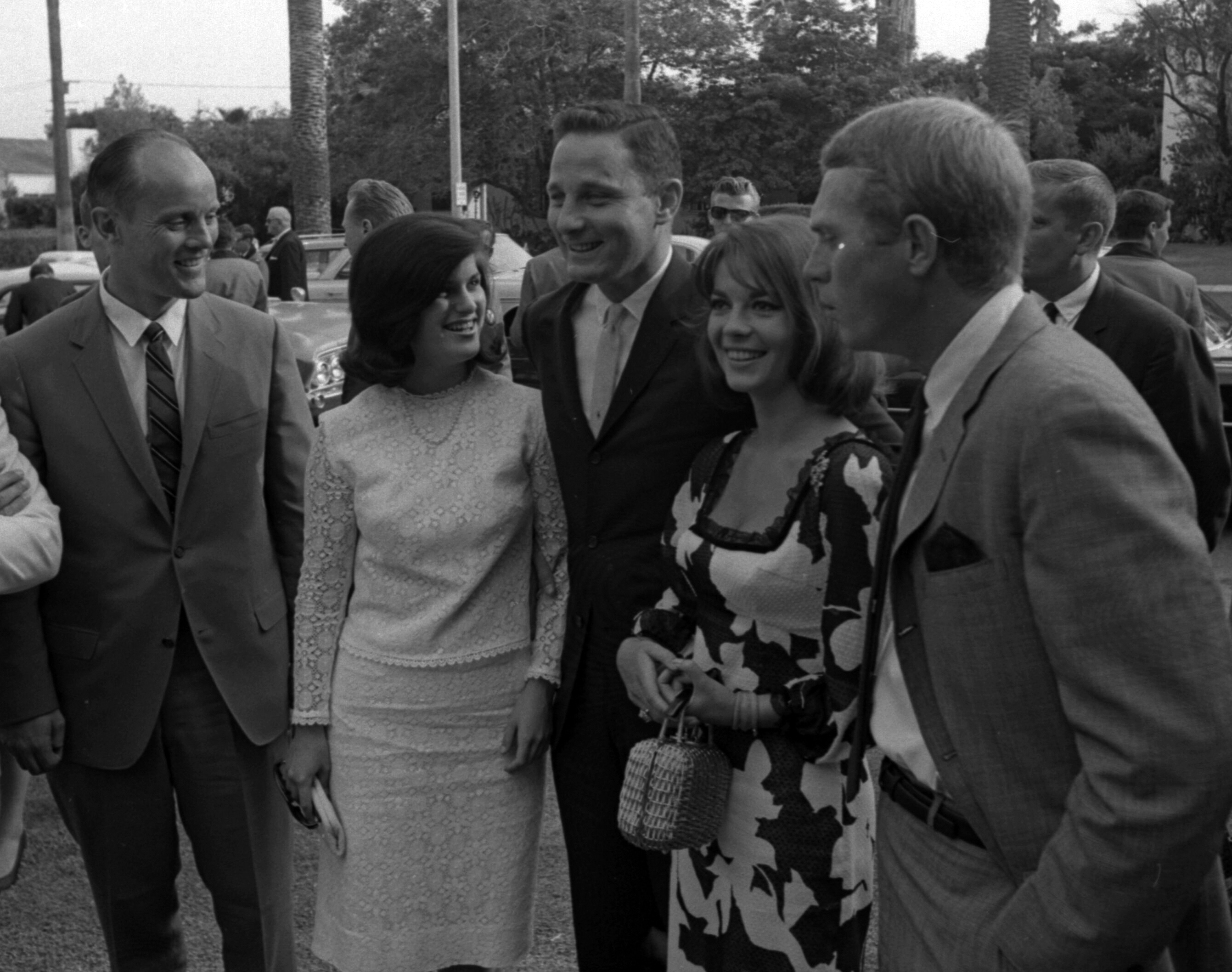
ナタリー・ウッド、スティーブ・マックイーンらとともに（1964年）

ワシントンD.C.で生まれる。姉のリンダ・バードがいる。ファーストネームはもともとは「Lucy」であったが10代の頃に両親への反抗心から「Luci」に変更した。両親は共にイニシャルが「LBJ」であったことから娘2人にもこの法則に基づく名をつけた。父はディサイプルスであったが、母はエピスコパリアンであり、ルーシーとリンダはエピスコパリアンとして育った。ルーシーは18歳の時にローマ・カトリックに改宗し、条件付き洗礼を受けた。彼女は生後5ヶ月の時にテキサス州オースティンのエピスコパル教会の神父から水と三位一体の名で洗礼を受けていた。ローマ・カトリックの教えでは既に洗礼を受けた改宗者が2度目の洗礼を受ける必要はないとされているため、彼女の再洗礼はエピスコパル教会の有力者から抗議を受けて話題となった。
1963年11月22日、ジョン・F・ケネディ大統領がダラスで暗殺されたときにルーシーは16歳だった。彼女はナショナル・カテドラル・スクールでスペイン語のクラスに出席しているときに暗殺のニュースを聞いた。彼女は父親の安否については知らなかったが、事件から数時間後にシークレットサービスが校内に現れ、父が第36代大統領に就任したことを理解した。ルーシーはその後ジョージタウン大学看護・保健学部に入学したが、1966年8月にパトリック・ニュージェントと結婚すると、同校が既婚者の在学を禁じていたために彼女は同年内に中退した。

## キャリア
1993年以降に彼女はファミリーオフィスであるLBJアセット・マネジメント・パートナーズの取締役会長と支配人を務め、また1989年に夫と共同で設立した ビジネススイーツの取締役会長を務めている。1997年に彼女はセント・エドワーズ大学でコミュニケーションのBLSを取得した。
彼女はさらにLBJ財団の理事を務めるほか、複数の市民団体の役員、レディ・バード・ジョンソン・ワイルドフラワー・センターとアメリカ心臓協会の資金調達、ボストン大学の評議員、センター・フォー・バタード・ウィメンの諮問委員会員を務めている。

## 私生活

### 結婚と子供

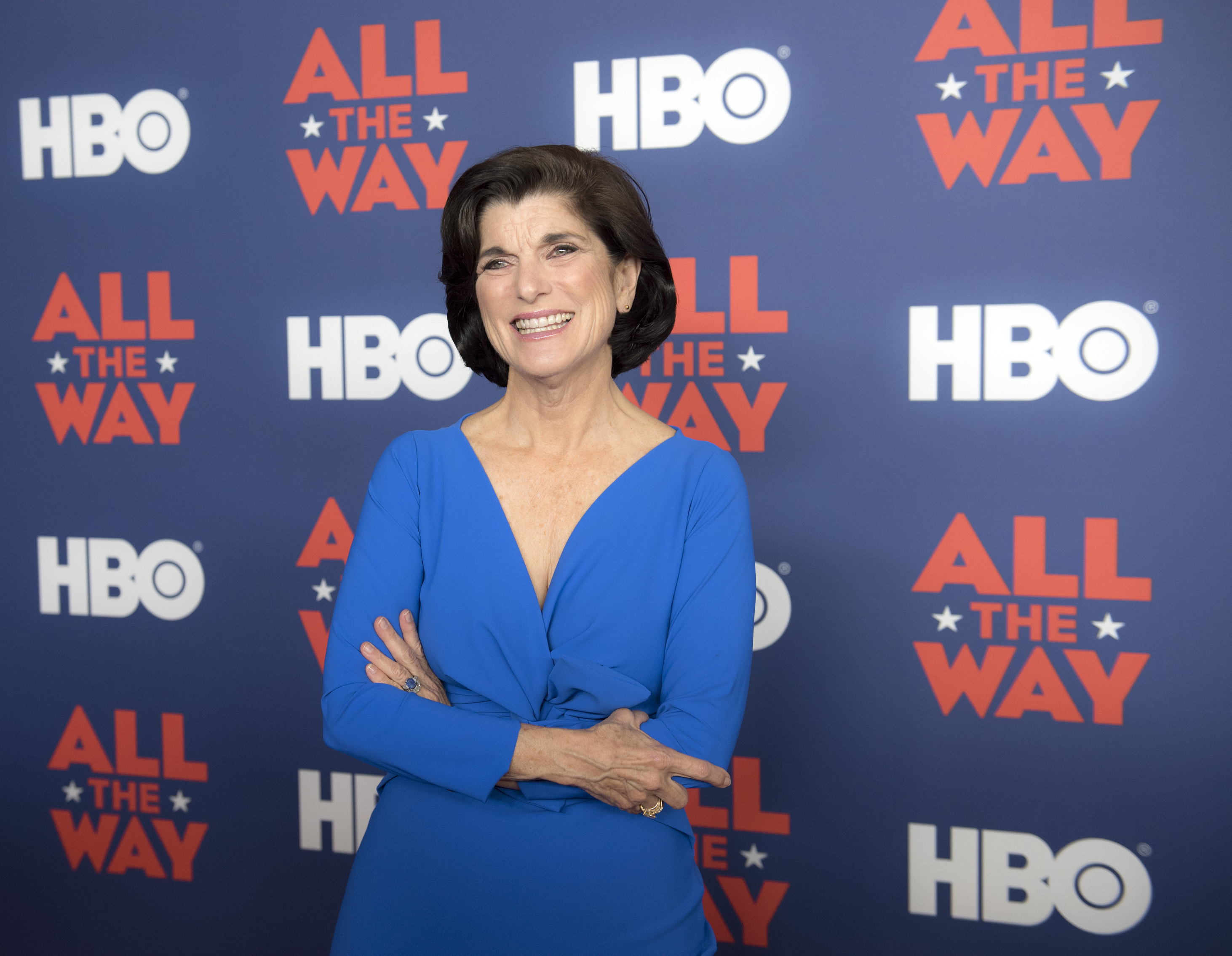
LBJ大統領図書館での映画『オール・ザ・ウェイ JFKを継いだ男』のプレミア上映にて（2016年）。

1966年8月6日、ルーシーは空軍州兵のパトリック・ジョン・"パット"・ニュージェントとワシントンD.C.の無原罪の御宿りの聖母教会で700人の招待客の前で結婚した。この結婚式はテレビで放送されて5500万人の視聴者を集め、また1966年8月19日付の『ライフ』誌の表紙を飾った。
夫婦は息子のパトリック・リンドン（Patrick Lyndon, 1967年生）、娘のニコール・マリー（Nicole Marie, 1970年生）、レベッカ・ジョンソン（Rebekah Johnson, 1974年生）、クラウディア・テイラー・ニュージェント（Claudia Taylor Nugent, 1976年生）をもうけた。その後2人は離婚し、1979年8月にカトリック教会により婚姻が取り消された。
1984年3月3日、スコットランド生まれのカナダ人投資家のイアン・J・ターピン（Ian J. Turpin, 1944年生）と再婚した。彼はLBJランチでLBJアセット・マネジメント・パートナーズの社長を務めている。また結婚したことによりルーシーは継子をもった。

### 健康問題
2010年4月、彼女は末梢神経系に影響を及ぼす自己免疫疾患であるギラン・バレー症候群（ランドリー麻痺）と診断され、治療のためにミネソタ州ロチェスターのメイヨー・クリニックに運ばれた。彼女は同年5月にテキサス州オースティンに戻った。彼女は医者から「通常よりも症状が軽い」と診断され、完全に回復した。